# 地域インターネットレジストリ

地域インターネットレジストリの管轄地域

2002–2005年の管轄地域

2002年以前の管轄地域

地域インターネットレジストリ（ちいきインターネットレジストリ、Regional Internet Registry）（以下RIRと略す）は管轄地域において、インターネットリソース（IPv4、IPv6の両IPアドレスとAS番号）の配分と登録を管理する組織である。
現在5つのRIRが組織されている:
- American Registry for Internet Numbers (ARIN) は北アメリカを担当。
- RIPE Network Coordination Centre (RIPE NCC) はヨーロッパ、 中東 、中央アジアを担当。
- Asia-Pacific Network Information Centre (APNIC) はアジア・太平洋地域を担当。
- Latin American and Caribbean Internet Address Registry (LACNIC) は南アメリカ とカリブ海地域を担当。
- African Network Information Centre (AfriNIC) はアフリカを担当。

RIRはInternet Assigned Numbers Authority (IANA)よりインターネットリソースを委託され、そのインターネットリソースをその地域のポリシーに従い、JPNICのような国別インターネットレジストリやISPのようなローカルインターネットレジストリなどの下位組織に委託する。
5つのRIRは彼らの権益を代弁し、共同で活動を行い、RIRの活動を調整するためにNumber Resource Organization (NRO) を組織した。NROはICANNが廃止もしくはインターネットリソースを登録・配分業務を行えなくなった場合（この辺りの事情に関してはインターネットガバナンス#インターネットガバナンスの論点を参照のこと）、Address Supporting Organisationを設立しICANNと同じ方針でインターネットリソースを登録・配分業務を行うことでICANNと合意している。